# أوغستين رو
أوغستين رو (بالفرنسية: Augustin Roux)‏ هو عالم فلك وطبيب ومترجم فرنسي، ولد في 26 يناير 1726 في بوردو في فرنسا، وتوفي في 1 سبتمبر 1776 في باريس في فرنسا.